# Géronstère

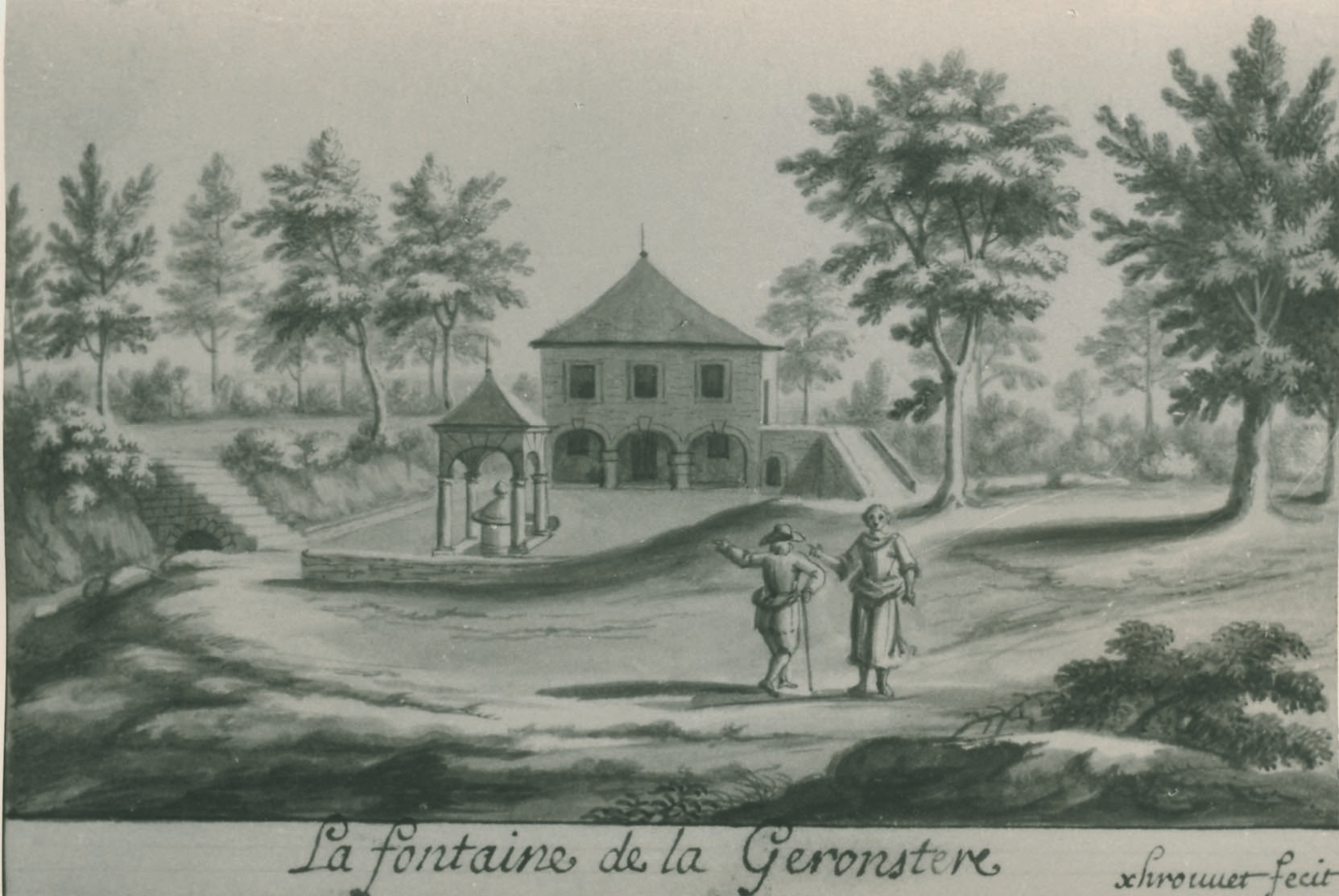
Fontein, ca 1735

Géronstère is een beek in de Belgische gemeente Spa. De bron van Géronstère ligt aan de rand van een bos op ongeveer 410 meter hoogte. De bron wordt voor het eerst genoemd door Gilbert Limborh in 1559 in een werk over bronnen in de Ardense bossen. Het duurt tot 1749 voor een begaanbare route het mogelijk maakt de bron droog te bereiken. 
In 1975 is de bron gerestaureerd door architect François Bourotte en wordt daardoor weer de mooiste bron in de omgeving van Spa.
Het water van de beek loopt in noordwestelijke richting langs de Barisartbron richting Spa.